# Tusea și junghiul
Tusea și junghiul este un film românesc din 1992 regizat de Mircea Daneliuc. Rolurile principale au fost interpretate de actorii Olga Tudorache, Ernest Maftei și Cecilia Bârbora.

## Distribuție
Distribuția filmului este alcătuită din:
- Olga Tudorache — Baba
- Ernest Maftei — Moșul
- Cecilia Bârbora — fata moșului, frumoasă, harnică și bună la suflet (menționată Cecilia Bîrbora)
- Liliana Mavriș — fata babei, slută, leneșă și haină
- Maria Gligor — Sfânta Duminică / noua nevastă a moșului
- Flavius Constantinescu
- Vasile Muraru — flăcăul îndrăgostit de fata moșului (menționat Vasile Murariu)
- Ionel Mihăilescu — flăcăul care o conduce prin pădure pe fata babei
- Sebastian Comănici
- Gabriel Costea
- Marian Stan
- Mircea Stoian
- Elena Manoliu
- Mihai Verbițchi (menționat Mihai Verbițki)
- Simona Stan
- Ionuț Antonie
- Mihai Bindea
- Ilie Gîlea

## Primire
Filmul a fost vizionat de 17.713 spectatori în cinematografele din România, după cum atestă o situație a numărului de spectatori înregistrat de filmele românești de la data premierei și până la data de 31 decembrie 2014 alcătuită de Centrul Național al Cinematografiei.